# 紀元前14世紀
紀元前14世紀（きげんぜんじゅうよんせいき）は、西暦による紀元前1400年から紀元前1301年までの100年間を指す世紀。

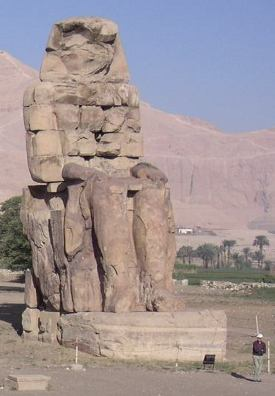
メムノンの巨像。エジプトはルクソールのナイル川左岸に建造された高さ18メートルのアメンホテプ3世の巨像。ローマ時代にはトロイア戦争の英雄メムノンに比定され、巨像が何らかの物理現象で声を出していたことが、ストラボンやパウサニアスによって記録されている。

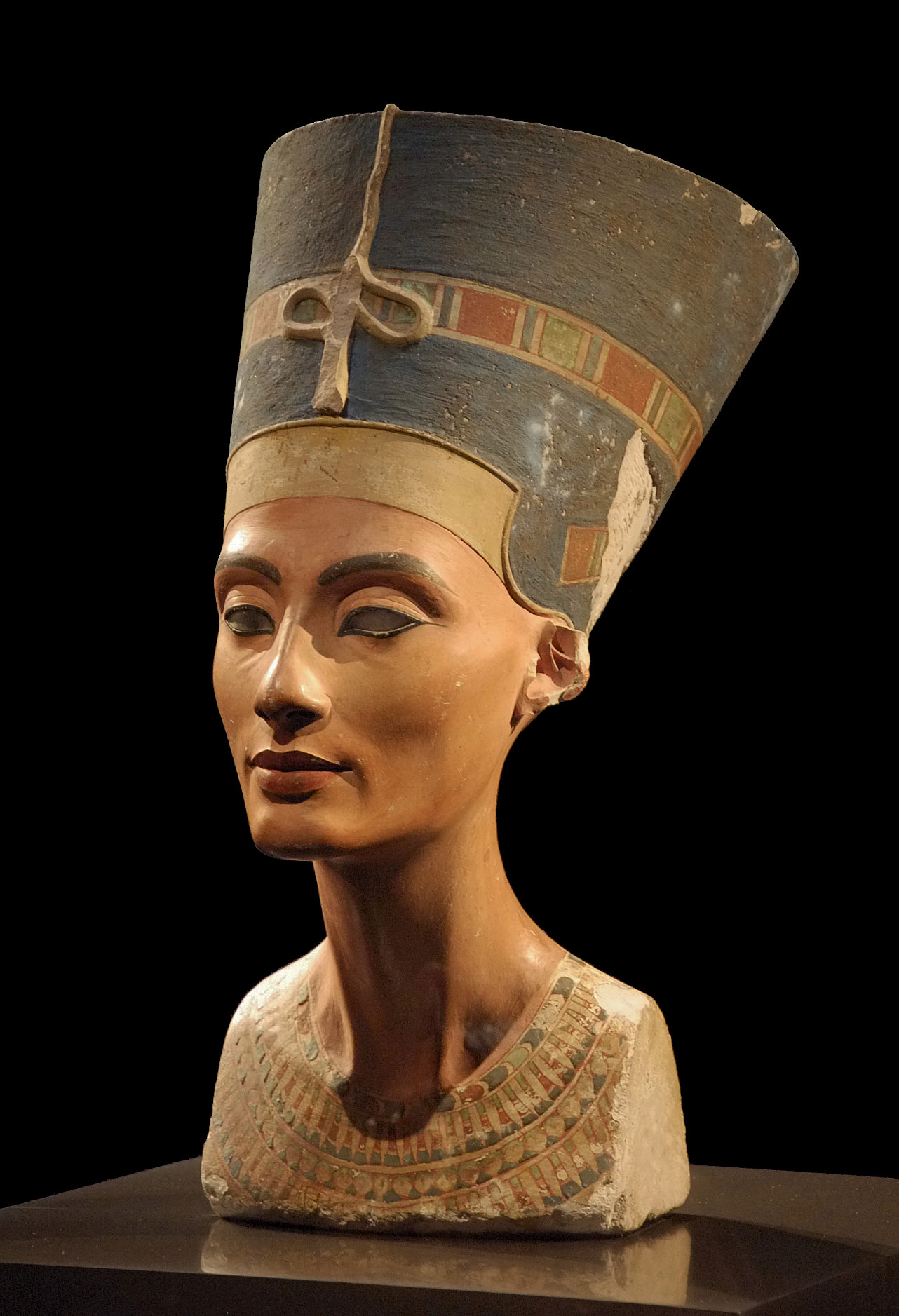
アマルナ芸術。エジプト第18王朝の王アメンホテプ4世はアトン神信仰による宗教改革を断行した。都もテーベからテル・エル・アマルナに遷され、この地でエジプトにあっては例外的な写実的な芸術が花開いた。画像は「王妃ネフェルティティの胸像（ベルリン新美術館（ノイエス・ムゼウム）蔵）」。

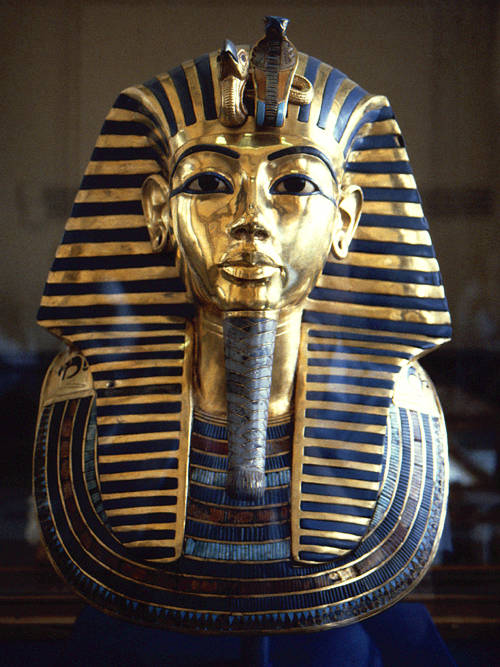
ツタンカーメン王墓。アマルナからテーベに還都した少年王ツタンカーメンはその短い治世も相俟って長らく忘れられた存在であった。しかしイギリス人考古学者カーターによって1922年に発見されたほとんど盗掘されていない王墓と埋葬品の数々は驚きをもって迎え入れられた。画像はツタンカーメン王の黄金のマスク（カイロのエジプト考古学博物館蔵）。

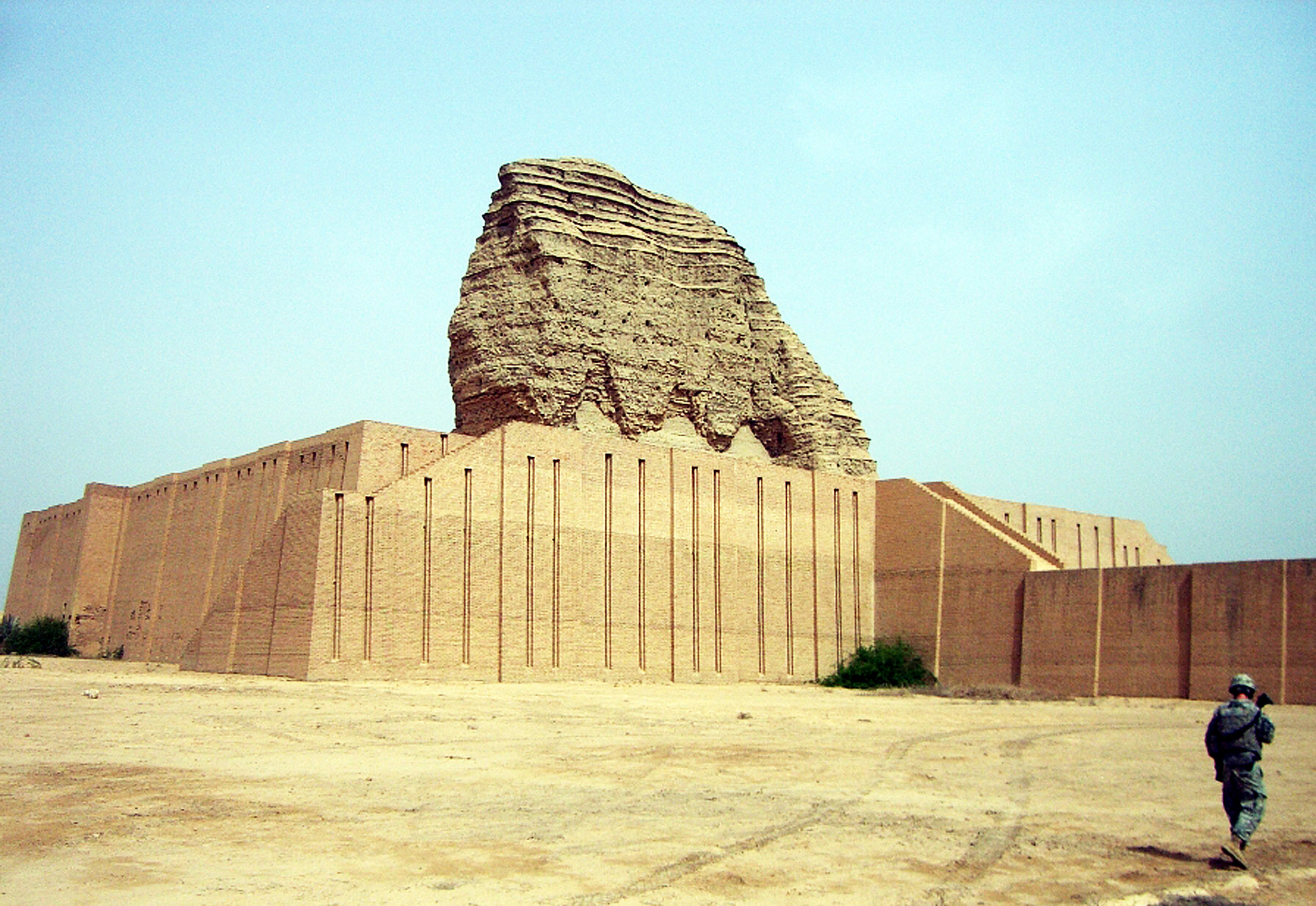
カッシート人の伸長。バビロン第三王朝とも呼ばれるこの王朝のクリガルズ1世の時代には、新首都ドゥル・クリガルズが建設された。画像はドゥル・クリガルズのジッグラト。

## 出来事

### 紀元前1400年代
- 紀元前1400年頃
  - カッシート王クリガルズ1世がエラムの都スサを征服。
  - アカイア人の侵入によりクレタ島のミノア文明が衰退する。
    - クレタ島出土の「ハギア・トリアダの石棺（英語版）（イラクリオン考古学博物館（英語版）蔵）」が作られる。

  - 中央ヨーロッパは中期青銅器時代（西部は墳墓文化・東部はトシュチニェツ文化）。
  - スカンディナヴィア半島全域に青銅器文化が広がる。
    - 「トロンハイムの太陽の馬車（ドイツ語版）（デンマーク国立博物館蔵）」が作られる。
    - スウェーデンのスコーネ州南東部にある「キヴィク（英語版）の王墓（英語版）」が作られる。

### 紀元前1390年代
- 紀元前1390年頃 - カッシート王クリガルズ1世が「ドゥル・クリガルズのジッグラト」を建設。
- 紀元前1390年頃 - 紀元前1370年頃 - デンマークのヴァイレ近郊に「エクトヴィズガール」が埋葬される。

### 紀元前1380年代
- 紀元前1386年頃 - エジプトでアメンホテプ3世が即位。以後40年近い支配を継続。
  - ルクソール神殿やメムノンの巨像はこの時期に造営される。
  - 2021年に発見が報告されたルクソール近郊テーべ・ネクロポリスのナイル川西岸の都市「アテン（Thehen Aten）（英語版）」もこの時期に造営される。
- 紀元前1384年 - 殷の般庚が安陽に遷都する。
- 紀元前1380年頃 - シリアの山岳地域にアブディ・アシルタを王とするアムル王国が建国される。

### 紀元前1370年代
- 紀元前1373年3月27日 - 甲骨文から殷の盤庚の治世中の支配地域において、月食があった事が確認されている。

### 紀元前1350年代
- 紀元前1350年頃
  - エジプトでアメンホテプ3世が死去。息子のアメンホテプ4世（アクエンアテン）が即位。
    - 父王アメンホテプ3世の后となる予定だったミタンニ王トゥシュラッタの娘タドゥキパ（英語版）がアメンホテプ4世の后となる。

  - エジプトのテーベの神官であるネブアメンの墓が作られる（墓の壁画は大英博物館その他が所蔵）。
  - トルコ南部アンタルヤ県のウルブルン岬で交易船が沈没する(ウルブルン沈没船（英語版）)。
    - この沈没船の船体は1982年に発見され、現時点では世界最古の沈没船とされている。

  - ヒッタイト王シュッピルリウマ1世がミタンニの都ワシュカンニを攻撃。
    - ミタンニは敗走し、その途中でトゥシュラッタ王は息子の一人に殺される。
    - この混乱でヒッタイトはアルタタマ2世を、アッシリアはシュッタルナ3世をミタンニの新王に擁立し対立。

  - ヒッタイトがアッシリアに勝利しミタンニの新王シャッティワザを擁立し条約を締結。
    - この条約にはインド・アーリア系のヴェーダの神ミトラ・ヴァルナ・インドラ・ナーサティヤの神名が記録されている。

  - イズミル近郊のカラベル峠にある象形文字ルウィ語の「カラベルの石碑（英語版）」が建てられる。
    - ここに刻まれていた人物像は現在アルザワ系ミラの王タルカスナワ（英語版）であると考えられている。

### 紀元前1340年代
- 紀元前1346年頃 - アメンホテプ4世の宗教改革が始まる。王は自らアクエンアテン（イクナートン）に改名する。
  - アメン神中心の多神崇拝を廃止、世界最初の一神教ともいわれる太陽神アテン崇拝（アテンの宗教（英語版））を導入。
- 紀元前1343年頃 - エジプトの都がテーベからアマルナに遷される。
  - アマルナのアメンホテプ宮殿からはこの時代（アマルナ時代）の外交資料「アマルナ文書」が発見されている。
  - 王妃ネフェルティティの胸像（ベルリン国立博物館蔵）はこの時代のもの。

### 紀元前1330年代
- 紀元前1334年頃 - アメンホテプ4世とスメンクカーラーが死去。ツタンカーメン王の即位。
  - この時期までにアマルナからテーベに還都。アメン神信仰が復活しアテン神信仰は廃絶する。
- 紀元前1330年頃 - ミタンニの支配下にあったアッシリア王アッシュール・ウバリト1世が独立（中アッシリア時代）。

### 紀元前1320年代
- 紀元前1325年頃 - ツタンカーメン死去。残された王妃アンケセナーメンと結婚した王族のアイが即位。
  - ツタンカーメンは王家の谷の陵墓に埋葬される。その陵墓は1922年のハワード・カーター発掘までほとんど盗掘をされていなかった。
  - アンケセナーメンは結婚が確定する前にその相手としてヒッタイト王子ザンナンザの派遣を依頼するが、その途上でザンナンザは暗殺される。
- 紀元前1320年頃
  - エジプトからの疫病によりヒッタイト王シュッピルリウマ1世が死去。息子のアルヌワンダ2世が即位。
  - アナトリア西部のアルザワ（英語版）国がアヒヤワ（英語版）国と反ヒッタイト同盟を締結。

### 紀元前1310年代
- 紀元前1319年頃 - エジプト王アイ死去。将軍ホルエムヘブが王女ムトネジュメト（英語版）を娶って王となり、アマルナ時代の諸王の事績を抹消する。
- 紀元1312年6月24日 - ヒッタイト王ムルシリ2世の治世9年の日食（ムルシリの日食）が記録されている。
- 紀元前1310年頃 - エジプト「死者の書」の代表作『フネフェルのパピルス』が作られる。

### 紀元前1300年代
- 紀元前1300年代後半 - ブルガリアの「ヴァルチトランの遺宝（英語版）」が埋蔵される（ - 紀元前1200年代前半）。

## 発明と発見
- ミタンニのキックリが最古の馬匹学の書（ヒッタイト帝国首都ハットゥシャ（現ボアズカレ）で出土）を著す。
- シリアのウガリットで出土したフルリ語の粘土板に世界最古の儀式用讃歌の楽譜が記されていた（「フルリ賛歌6番（Hurrian Hymn No. 6）」）。
- エジプトでガラス窯業。

## 人物
- アメンホテプ3世 - エジプト第18王朝のファラオ（在位前1386年 - 前1349年）
- アメンホテプ4世（アクエンアテン） - エジプト第18王朝のファラオ（在位前1350年 - 前1334年）
- ネフェルティティ - エジプトの第18王朝のアメンホテプ4世王妃
- ツタンカーメン - エジプト第18王朝のファラオ（在位前1334年 - 前1325年）
- シュッピルリウマ1世 - ヒッタイト王（在位前1355年頃 - 前1320年頃）
- 般庚 - 殷の19代目の王・安陽に遷都する